# Francesca Martini
Francesca Martini (Verona, 31 agosto 1961) è una politica italiana.

## Biografia
È laureata in lingue e letterature straniere e ha svolto attività di docente universitaria a contratto.
Nella XIV Legislatura (2001-06) è stata eletta con il sistema maggioritario nella circoscrizione VII (Veneto 1), nel collegio 5 San Giovanni Lupatoto, per la Lista Abolizione Scorporo, lista civetta collegata al centrodestra. È stata capogruppo per la Lega Nord della Commissione Affari Sociali della Camera. Non sarà rieletta alle elezioni politiche del 2006.
Nel 2007 è stata nominata Assessore alle politiche sanitarie della regione Veneto.
Alle elezioni politiche del 2008 è stata eletta per la Lega Nord nella Circoscrizione VII (Veneto).
È stata sottosegretario al Ministero della salute fino alla caduta del governo Berlusconi IV nel novembre 2011.
Il 21 dicembre 2012, all'età di 51 anni, è diventata mamma.
Nel 2017 è tra i fondatori di Grande Nord.

## Attività ministeriale
- Disciplina del trasporto dei cani sui treni

Nel 2008, assieme a Michela Brambilla, si è occupata della disciplina del regolamento delle Ferrovie dello Stato per il trasporto dei cani a bordo dei treni
- Ordinanza sugli standard di benessere degli animali nei canili

Il 26 luglio 2009 ha emesso un'ordinanza sullo standard del benessere animale e sulla qualità delle gare d'appalto per i canili, al fine di contrastare il fenomeno dei "canili-lager" appaltati dai Comuni. Il 2 dicembre 2009 il TAR del Lazio ha sospeso su richiesta di alcuni canili privati, l'ordinanza. Martini ha annunciato l'impugnazione della sospensiva davanti al Consiglio di Stato.
- Ratifica della Convenzione sulla protezione degli animali da compagnia

Il 2 ottobre 2009 il consiglio dei ministri ha approvato un disegno di legge Martini-Frattini, per la ratifica della Convenzione del Consiglio d'Europa del 1987 sulla protezione degli animali domestici. In base alla convenzione il taglio della coda, delle orecchie, e altre mutilazioni non motivate da esigenze terapeutiche, divengono reati attraverso la modifica dell'art. 544 ter del Codice Penale.
- Progetto educativo "Io amo i cavalli"

Nel novembre 2009 ha avviato il progetto "Io amo i cavalli" rivolto all'educazione dei bambini all'ippica
- Gruppo di lavoro sull'uso delle staminali in veterinaria

Nel dicembre 2009 Martini ha istituito un gruppo di lavoro finalizzato all'approfondimento e alla elaborazione di Linee guida riguardanti i requisiti tecnologici, strutturali ed organizzativi per l'esercizio delle attività sanitarie riguardanti l'utilizzo delle cellule staminali in medicina veterinaria.

- Divieto di impianto di protesi mammarie a minorenni

L'11 dicembre 2009 il consiglio dei ministri ha approvato il disegno di legge Martini-Meloni che, tra le altre cose, vieta l'impianto di protesi mammarie a minorenni. Ciò secondo Martini va incontro “al dilagare di una inconsapevolezza diffusa che rasenta l'incoscienza rispetto all`accesso ad interventi di protesi mammarie che comportano rischio clinico e che non possono diventare fattore di moda o di costume”. Il DDL include inoltre l'istituzione di un Registro delle protesi mammarie
- Ordinanza contro la cucina molecolare

Nel dicembre del 2009 Martini ha preso posizione contro la cucina molecolare firmando in diretta tv su "Striscia la notizia" un'ordinanza per la messa al bando dell'uso di additivi e azoto liquido nei ristoranti.
Diversi elementi dell'ordinanza hanno sollevato rilievi per mancanza di chiarezza e inapplicabilità.
L'ordinanza parla di "divieto di detenere e di impiegare sostanze in forma gassosa ad eccezione degli additivi alimentari di cui al comma 2". L'azoto liquido resta quindi consentito, sia perché in forma liquida, sia in quanto additivo alimentare.
In secondo luogo, il provvedimento non vieta gli elementi permessi a livello europeo senza limiti di quantità, incluso l'addensante agar agar, in teoria nel mirino.
Infine, la normativa vieta l'uso di elementi per i quali la legge ha previsto un limite di quantità (tra cui va annoverato il lievito in polvere).
L'ordinanza è stata severamente criticata da esperti del settore quali Dario Bressanini e Davide Cassi, da Slow Food e infine da Nature, che l'ha definita "ascientifica" e "irrazionale".

## Prese di posizione
Nel settembre 2009 ha definito "Fatto gravissimo" la presunta macellazione violenta di un bovino avvenuta in Tunisia sul set del film Baarìa di Giuseppe Tornatore.